# Caravan
Caravan — британський гурт, утворений у січні 1968 року у місті Кентербері. До складу гурту ввійшли: Пай Хастінгс (Pye Hastings), 21.01.1947, Томінаволін, Велика Британія — вокал, гітара; Девід Сінклейр (David Sinclair), 24.11.1947, Герн-Бей, Велика Британія — клавішні; Річард Сінклейр (Richard Sinclair), 6.06.1948, Кантбері, Велика Британія — бас, вокал та Річард Кауфлен (Richard Coughlan), 2.09.1947, Герн Бей, Велика Британія — ударні.
До створення Caravan її засновники грали у цікавій місцевій формації The Wilde Flowers, до складу якої входили також майбутні учасники Soft Machine: Роберт Уейт, Кевін Ейєрс та Х'ю Хоппер. Свій мелодійний талант та імпровізаційні уявлення музиканти виявили вже на першому альбомі гурту, під простою назвою «Caravan», а чаруючі твори «Place Of My Own» та «Love Song With Flute» визначили напрямок ранніх пошуків квартету. Черговим лонгплеєм «If I Could Do It All Over Again, I'd Do It All Over You» музиканти продовжили поєднання ліричних роздумів з авангардними задумами. Однак справжній успіх гурту приніс третій альбом — «In The Land Of Grey & Pink», який і сьогодні вважається найцікавішим його досягненням.
У липні 1971 року Дейв Сінклейр перейшов до гурту Matching Mole, проте його втрату компенсував Стів Міллер (Steve Miller) (не плутати з відомим американським музикантом), який дебютував у Caravan на лонгплеї «Waterloo Lily». Однак після цього дебюту у липні 1972 року Міллер залишив гурт разом з Річардом Сінклейром, який пізніше виступав з формаціями Hatfiedl & The North та Camel. Двоє учасників, що залишились, швидко знайшли гідну заміну в особі басиста Стюарта Еванса (Stuart Evans) та клавішника Дерека Остіна (Derek Austin), які могли похвалитись рекомендаціями від таких артистів, як Кейт Харлі та Джиммі Кліф. Також до гурту приєднався Пітер Джеффрі Річардсон (Peter Geoffrey Richardson), 15.07.1950, Нінклі, Велика Британія — альт, флейта. Після невдалого турне Австралією 1973 року Еванса замінив Джон Перрі (John G.Perry), 19.01.1947, Оберн, Нью-Йорк, США, а у березні того ж року на місце Остіна повернувся Девід Сінклейр.
Черговий альбом «For Girls Who Grow Plump In The Night», виданий у жовтні 1973 року і записаний за допомогою Девіда Хітчкока, вважали поверненням до старої форми. За ініціативою того ж Хітчкока з'явився наступний альбом формації «Caravan & The New Symphonia», який музиканти записали разом з симфонічним оркестром під керівництвом Мартіна Форда. Після серії виснажливих концертів на початку 1974 року у гурті знову трапились чергові зміни складу. Цього разу Джона Перрі замінив колишній учасник Curved Air Майк Уедгвуд (Mike Wedgewood). У перервах між концертами у різних частинах світу учасники Caravan скомпанували й записали твори для чергового альбому «Cunning Stunts», який тепло зустріли по обидва боки Атлантики.
Під кінець 1975 року Девід Сінклейр вирішив знову залишити гурт, а замінив його ліверпулець Джен Шелхаас, який раніше співпрацював з Гері Муром та National Head Band. Новий альбом «Blind Dog At St. Dustans», що видала фірма «ВТМ», виявився останньою спільною роботою гурту з продюсером Девідом Хітчкоком. Після закінчення чергового турне у квітні 1977 року Майка Уедгвуда замінив Дек Месскар (Dek Messecar). Новим складом під егідою фірми «Arista» у серпні 1977 року гурт видав альбом «Better By Far», після чого незважаючи на відсутність офіційного повідомлення Caravan на два з половиною роки припинили свою діяльність.
На музичний ринок гурт повернувся 1980 року з лонгплеєм «The Album», що видала фірма «Kingdom». Через два роки у продажу з'явилась платівка «Back To Front», у запису якої взяли участь всі чотири засновники Caravan. Після видання цього альбому, незважаючи на велику популярність, гурт не встояв перед сильним натиском хвилі панк-року і надовго замовк.
1991 року учасники Caravan знову зібрались разом і виступили у телевізійній програмі, а також зіграли кілька концертів, а через рік Річард Сінклейр за допомогою старих колег записав цікаву платівку під назвою «Caravan Of Dreams». На превелику радість фанів, у квітні 1994 року з'явився альбом «Cool Water», який презентував музичний матеріал, що був записаний ще 1977 року, але так і залишився невиданим. У листопаді 1995 року з'явився новий альбом Caravan — «Battle Of Hasting», який не поступався минулим роботам.

## Дискографія
- 1969: Caravan
- 1970: If I Could Do It All Over Again I'd Do It All Over You
- 1971: In The Land Of Grey & Pink
- 1972: Waterloo Lily
- 1973: For Girls Who Grow Plump In The Night
- 1974: Caravan & The New Symphonia Recorded Live At The Theatre Royal
- 1974: Cunning Stunts
- 1976: Blind Dog At St. Dustan's
- 1976: Canterbury Tales — Very Best Of Caravan
- 1977: Better By Far
- 1978: Songs & Sings
- 1980: The Carravan Album
- 1981: The Show Of Our Lives
- 1982: Back To Front
- 1984: The Collection
- 1985: & I Wish I Were Stoned Worry
- 1987: The Best О Caravan
- 1987: Canterbury Collection
- 1989: Looking Back
- 1991: Live At The Paris Theatre, 1975
- 1993: The Best Of Caravan
- 1993: Live
- 1994: Caravan
- 1994: Cool Water
- 1995: Battle Of Hastings
- 2003: The Unauthorized Breakfast Item
- 2013: Paradise Filter
- 2021: It’s None of Your Business

### Річард Сінклейр
- 1992: Caravan Of Dreams
- 1994: R.S.V.P. (Responde Sil Vous Plait)
- 1995: An Evening Of Magic (Live In Italy) (разом з гуртом Caravan Of Dreams)

### Девід Сінклейр
- 1993: Moon Over Man